# Leonardo Fabián Martínez
Leonardo Fabián Martínez (Guadalajara, Jalisco; 11 de julio de 2001) es un futbolista mexicano, juega como delantero y su equipo actual son los Leones Negros de la Liga de Expansión MX.

## Trayectoria
Formación en Atlas, Puebla, Tribu de Juárez, Legado del Centenario y Aguacateros de Peribán
Formado en la cantera del Atlas, jugó en la sub-13 en 2014, posteriormente estuvo en equipos de tercera división como la Tribu de Juárez, Legado del Centenario y Aguacateros de Peribán.

### Leones Negros de la UdeG
En 2023 llega a Leones Negros de la U de G siendo registrado con la filial, debutó con el primer equipo el 11 de enero de 2023 ante Cancún FC.